# Kapela sv. Ivana Nepomuka u Gospiću
Kapela sv. Ivana Nepomuka u Gospiću je crkva u središtu Gospića iz 19. stoljeća.
Prvotna kapela sv. Ivana Nepomuka sagrađena je 1749. godine u središtu Gospića, na mjestu sadašnje Gospićke katedrale Navještenja Blažene Djevice Marije. Kapelu su podigli češki vojnici, koji su službovali u Lici za vrijeme Austro-Ugarske i nazvali su je po češkom svecu sv. Ivanu Nepomuku.
Uz prvotnu kapelicu bilo je i groblje. Postala je premala kada je postala prva i jedina župna crkva grada Gospića 1779. godine. Stoga je srušena i na njenom mjestu sagrađena je nova veća župna crkva, koja je bila razorena u Drugom svjetsku ratu i u Domovinskom ratu, a danas je tamo Gospićka katedrala.
Nova kapela sv. Ivana Nepomuka sagrađena je 100 metara dalje u pravcu sela Kaniže u današnjoj Kaniškoj ulici. Dovršena je 1883. godine. Obnovljena je 1974. godine. Zvono kapele bilo je prije u vojnoj školi u Gospiću, posvetio ga je biskup Posilović. 
U kapeli je spomen-ploča Senjskim žrtvama.